# Феномен синьої або білої сукні

Синьо-чорна/біло-золота сукня (англ. thedress, dressgate) — інтернет-феномен та мем, що поширився після того, як 26 лютого 2015 року в соціальній мережі «Фейсбук» було опубліковано фотографію сукні бренду «Roman Originals». Частина користувачів бачила сукню блакитною з чорними смужками, а решта — білою з золотими. Зрештою з'ясувалося, що сукня синьо-чорного кольору, проте дискусії щодо того, які кольори бачать різні користувачі, продовжилися на багатьох форумах.
Нейробіологи встановили, що причина полягає в оптичній ілюзії: частково через неправильну світловіддачу, частково через те, що світлину було модифіковано. Популярність сукні в соцмережах вплинула на її продажі, які зросли в декілька разів.

## Виникнення феномену
Першою світлину у фейсбуці помітила Кейтлін Мак-Нейлл, учасниця музичного гурту, який виконує шотландську народну музику, коли шукала весільну сукню для своєї подруги Грейс. Кейтлін збиралася грати разом зі своїм гуртом під час її весілля на острові Кольбейнсей. Грейс, зі свого боку, надіслала світлину своїй матері, після чого між ними відбулася суперечка про те, якого кольору її сукня — синього з чорним чи білого із золотим. Грейс надіслала світлину й іншим користувачам мережі, що призвело до нової хвилі дискусій.
Навіть після того, як Мак-Нейлл побачила сукню під час весілля й упевнилась, що вона синьо-чорна, вона й надалі публікувала фотографію в інтернеті, створюючи нові дискусії. 26 лютого 2015 року Мак-Нейлл опублікувала зображення у своєму особистому блозі в Tumblr, де поставила запитання своїм підписникам щодо кольору сукні, що спричинило дискусію й поклало початок розповсюдженню нового інтернет-мему.

## Вірусне поширення
Кейтс Голдернесс, яка вела сторінку Tumblr для «BuzzFeed» в офісі сайту в Нью-Йорку, отримала повідомлення від Мак-Нейлл із проханням допомогти вирішити суперечку щодо кольору сукні. Вона відхилила його, але перевірила сторінку ближче до кінця свого робочого дня і побачила, що вона отримала близько 5000 коментарів, що багато для «Tumblr». Том Кріст, директор із обробки даних «Tumblr», сказав, що на піку сторінка отримувала 14 000 переглядів на секунду (або 840 000 переглядів за хвилину), що значно перевищує звичайні показники. Пізніше тієї ночі кількість коментарів зросла вдесятеро.
Голдернесс показала фотографію іншим членам команди соціальних мереж «BuzzFeed», які відразу почали сперечатися про кольори сукні. Вона створила просте опитування для користувачів «Tumblr», потім пішла з роботи та поїхала додому в метро. Коли вона вийшла з поїзда і перевірила свій телефон, він був завалений повідомленнями. Того вечора сторінка встановила новий рекорд «BuzzFeed» за кількістю одночасних відвідувачів і зрештою досягла максимуму в 673 000.
Починаючи з 27 лютого, світлина набула популярності в інтернеті й почала розповсюджуватися багатьма соціальними мережами, включно з Twitter. З'явилися хештеги #whiteandgold, #blueandblack та #dressgate з подальшими суперечками щодо кольору сукні. Кількість твітів про сукню зросла протягом ночі; об 11:36 вечора за Гринвічем, коли відбулося перше збільшення кількості твітів про сукню, було 5000 твітів на хвилину з використанням хештегу «#TheDress», а на 1:31 ночі кількість твітів зросла до 11 000 на хвилину. Феномен привернув увагу деяких відомих новинних видань, зокрема The Washington Post, яка описала суперечку як «драму, яка розділила планету» (англ. [the] drama that divided a planet). Деякі статті з гумором пояснювали феномен плодом екзистенційної кризи та попереджали, що це може нашкодити міжособистісним стосункам. Інші досліджували, чому люди ведуть такі великі суперечки щодо, здавалося б, незначної справи.
Найбільшої популярності світлина набула після появи публікації на порталі новин «Buzzfeed», яку станом на 1 березня переглянули 37 мільйонів разів.
68 % користувачів «BuzzFeed» вирішили, що сукня біла із золотими смугами. Дехто помічав, що сукня змінює колір сама собою. На світлину також відреагувало багато відомих осіб: Тейлор Свіфт, Джейден Сміт, Френкі Муніз, Демі Ловато, Мінді Калінг та Джастін Бібер дійшли висновку, що сукня синьо-чорна, водночас Анна Кендрик, Джозеф Новак, сенатор Крістофер Мерфі, Джуліанна Мур та Сара Гайленд побачили сукню біло-золотою. Кім Кардаш'ян у своєму твіттері зазначила, що вона побачила сукню білою, а її чоловік Каньє Вест — синьою. Люсі Гейл, Фібі Тонкін та Кеті Нолан побачили різноманітні кольорові відтінки. Леді Гага стверджувала, що сукня має колір піску й барвінку, а Девід Духовни приписав сукні чирковий колір. Інші, зокрема Еллен Дедженерес та Аріана Ґранде, так і не визначились, якого ж кольору сукня.
У засобах масової інформації повідомили, що світлину переекспоновано, що порушило баланс білого. Це й завадило сприйняттю кольорів сукні та ввело багатьох в оману.
З'ясувалося, що сукня на світлині — це «Lace Bodycon Dress» королівського синього кольору від продавця Roman Originals. Сукня виявилася насправді синього кольору з чорним мереживом. Окрім цього, виробник пропонував і сукні інших кольорів: червоні, рожеві та кольору слонової кістки з чорними мереживами. Білої сукні зі золотим мереживом у продажу не було. Наступного дня після публікації світлини Мак-Нейлл усі сукні продано за 30 хвилин. 28 лютого дизайнер суконь оголосив, що буде виготовлено одну біло-золоту сукню для благодійного аукціону Comic Relief.

### Ранкова популярність
Того вечора, коли «BuzzFeed» опублікував статтю, нейробіолог з Коледжу Веллслі Бевіл Конвей прокоментував цей феномен репортеру «Wired» Адаму Роджерсу. Перш ніж вони поклали слухавку, Роджерс попередив його: «Твоє завтра буде іншим» (англ. Your tomorrow will not be the same). Конвей вважав, що той перебільшує. Зрештою історія Роджерса отримала 32,8 мільйона унікальних відвідувачів. Коли Конвей прокинувся наступного ранку, у його скриньці «Вхідні» було так багато електронних листів, що він спочатку подумав, що її зламали, а потім побачив, що більшість із них були запитами на інтерв'ю від великих медіа-організацій. «Я дав 10 інтерв'ю, і того дня мені довелося залучити колегу» (англ. I did 10 interviews and had to have a colleague take my class that day), — сказав Конвей.
Політики, державні установи та платформи соціальних мереж великих брендів також писали гумористичні повідомлення. Зрештою, протягом 24 годин сукня стала предметом 4,4 млн твітів.
Сукню розробила та виготовила компанія Roman Originals. У Великій Британії, де це явище почалося, Ян Джонсон, креативний менеджер Roman Originals, того ранку дізнався про суперечку зі своєї стрічки новин у Facebook. «Я був дуже вражений. Я просто засміявся і сказав дружині, що мені краще взятися до роботи» (англ. I was pretty gobsmacked. I just laughed and told the wife that I'd better get to work.), — сказав він. Телеведуча Алекс Джонс одягла цю сукню на вечірній випуск The One Show.
Явищу приділили увагу в соціальних мережах навіть компанії, які не мали нічого спільного з одягом чи навіть з індустрією одягу. Adobe ретвітнула іншого користувача Twitter, який використовував деякі програми компанії, щоб виокремити кольори сукні. «Ми включилися в обговорення й подумали: «Подивимося, що станеться» (англ. We jumped in the conversation and thought, Let's see what happens), — згадує Карен До, старша менеджерка компанії зі соціальних мереж. Дженна Бромберг, цифрова бренд-менеджерка Pizza Hut, побачила, що сукня біло-золота, і швидко надіслала твіт із зображенням піци, зазначивши, що вона тих самих кольорів. До назвала це «буквально твітом, який почули у всьому світі» (англ. literally a tweet heard around the world).
Бен Фішер з «Нью-йорк бізнес джорнел» повідомив, що інтерес до першої статті «BuzzFeed» про сукню продемонстрував вертикальне зростання замість типової дзвоноподібної кривої вірусного явища, тому «BuzzFeed» призначив дві редакційні групи для створення додаткових статей про сукню, щоб збільшити дохід від реклами, і до 1 березня початкова стаття «BuzzFeed» отримала понад 37 млн переглядів. Коментатор CNN Мел Роббінс назвав цю сукню вірусним явищем, що має необхідні ознаки позитивного упередження, яке включає «трепет, сміх і розваги» (англ. awe, laughter and amusement), і порівнював її з історією про втеклих лам у спільноті пенсіонерів в Арізоні раніше того дня, а також вшанування актора Леонарда Німоя після його смерті наступного дня.
3 березня Бліздейл, Мак-Нейлл і Джонстони стали гостями американського «Шоу Елен Дедженерес». Ведуча Еллен Дедженерес подарувала кожній з них білизну з малюнком сукні, що поєднує обидві колірні гами. Спонсори шоу також подарували Джонстонам 10 000 доларів і весільну подорож до Гренади, оскільки вони для участі в шоу перервали свій медовий місяць.
До 1 березня більше двох третин опитаних користувачів «BuzzFeed» відповіли, що сукня біло-золота. Деякі люди припустили, що сукня змінює кольори сама по собі.

## Наукові пояснення
- синій і чорний підсвічені жовтим (ліворуч) або
- білий і золотий підсвічені синім (праворуч).

Два способи сприйняття фотографії сукні:
- синій і чорний підсвічені жовтим (ліворуч) або
- білий і золотий підсвічені синім (праворуч).

Немає єдиної думки щодо того, чому сукня викликає таке суперечливе сприйняття.
Феномен можна пояснити тим, що в багатьох інтернет-користувачів передання кольору дисплеями на основі TFT досить далеке від ідеалу — багато з них спотворюють певні «погані» (для матриці) кольори, які мають різний вигляд у різних частинах дисплея. Простим поясненням цьому є калібрування за білим кольором і, власне, недоліки конкретної матриці та її технології. Слід брати до уваги й те, що користувачі мають різні монітори (причому здебільшого вони зовсім не професійної якості й належним чином не калібровані. Екрани можуть бути матові та глянцеві, і на сприйняття впливає як колір фону, так і фонове освітлення разом із іншими чинниками. Тому кожен користувач бачить зображення по-своєму, насамперед через якість дисплея, бо саме так той передає відтінки. Є також пояснення, незалежні від технічних властивостей комп'ютерів.[джерело?]
Нейробіологи Бевіл Конвей та Джей Нейтц зазначили, що зображення є оптичною «пасткою», тому що в багатьох людей не спрацьовує хроматична адаптація, розвинена в процесі еволюції для того, аби краще орієнтуватися в просторі та розрізняти предмети. Через яскраве світло на задньому плані людина може сприймати блакитний колір як неосвітлений бік, а мозок підсвідомо нехтує блакитні відтінки, тому людині здається, що вона бачить білий колір. Те ж саме з чорними смугами: через низьку якість світлини деякі учасники побачили золотий відтінок (людина підсвідомо нехтує чорний колір і вважає, що це золотий). Зворотний ефект спостерігається в тих, хто бачить сукню чорно-синього кольору: вони підсвідомо нехтують золоті відтінки.
Подібну теорію виклав Пол Нокс із Ліверпульського університету, який заявив, що на те, що мозок інтерпретує як колір, можуть впливати пристрій, на якому переглядається світлина, або власні очікування глядача. Аня Герлберт зі співавторами також розглянули проблему з точки зору сприйняття кольорів. Вони пояснили відмінності індивідуальними особливостями колірної константи.
Нейробіолог і психолог Паскаль Волліш (англ. Pascal Wallisch) стверджує, що попри те, що випадки неоднозначного сприйняття відомі науці про бачення вже протягом багатьох років, це перший випадок, що стосується кольору, про який науковці дізналися через соціальні мережі. Він пояснює відмінність сприйняття особливостями освітлення та тканини, але також зазначає, що випадок є дуже незвичним, оскільки сприйняття більшості людей не змінюється. І навіть якщо змінюється, то лише через тривалий час, що дуже незвично для бістабільних подразників, тому може мати місце перцептивне навчання. Крім того, він каже, що обговоренням цього випадку не слід легковажити, оскільки він є водночас цікавим для науки та парадигмальним прикладом того, як різні люди можуть щиро сприймати світ по різному. Деніел Гардіман-Мак-Картні (англ. Daniel Hardiman-McCartney) з Коледжу оптометристів припустив, ілюзію спричинило сильне жовте світло, яким освітлено сукню, і людське сприйняття кольорів сукні та джерела світла шляхом порівняння їх з іншими кольорами та предметами на малюнку. Філософ Баррі С. Сміт порівняв це явище з ілюзією кролик-качка Людвіга Вітгенштейна, хоча ілюзія кролик-качка є подвійним зображенням, де для більшості людей сприйняття змінюється дуже легко.
«Джорнел оф віжн», науковий журнал про дослідження зору, оголосив у березні 2015 року, що буде опубліковано спеціальний випуск про сукню під назвою англ. A Dress Rehearsal for Vision Science/ Перше масштабне наукове дослідження щодо сукні опубліковано в «Current Biology» через три місяці після того, як зображення стало вірусним. Дослідження, в якому взяли участь 1400 респондентів, виявило, що 57 % бачили сукню як синьо-чорну, 30 % бачили її як біло-золотисту, 11 % бачили її як синю та коричневу, а 2 % повідомили, що вона «інша». Жінки та літні люди непропорційно бачили плаття біло-золотим. Крім того, дослідники виявили, що якщо сукню було показано в штучному освітленні жовтого кольору, майже всі респонденти бачили її чорно-синьою, тоді як за синього додаткового освітлення вони бачили її біло-золотою.
Дослідження Шлаффке та ін. показало, що люди, які бачили біло-золоту сукню, демонстрували підвищену активність у лобовій і тім'яній частках мозку. Вважають, що ці області мають вирішальне значення у вищих пізнавальних діях, таких як модуляція зверху вниз у зоровому сприйнятті.
Дослідження, яке опублікував Паскаль Валліш у «Journal of Vision», виявило, що люди, які рано встають, частіше вважали, що сукню освітлено природним світлом, і сприймли її як біло-золоту, а «сови» бачили сукню синьою і чорною.

## Вплив
На кінець 2015 року сукню включено до багатьох списків відомих інтернет-мемів. Як автори фотографії, яка спричинила вірусне явище, Бліздейл та її партнер Пол Джінкс пізніше висловили розчарування та жаль через те, що їх «повністю виключили з історії» (англ. completely left out from the story), включаючи втрату ролі у відкритті та комерційному використанні світлини. 2015 року Армія Спасіння використовувала цей одяг у Південній Африці у кампанії з підвищення обізнаності про домашнє насильство з гаслом: «Чому так важко бачити чорне й синє?» (англ. Why is it so hard to see black and blue?).

## Примітка
1. 1 2  Grant, Katie (30 жовтня 2015). The Dress: Roman Originals co-founder Peter Christodoulou on how viral image left company sitting pretty. The Independent. Архів оригіналу за 21 травня 2018. Процитовано 20 травня 2018.
2. 1 2 3 4 5 6  The inside story of the 'white dress, blue dress' drama that divided a planet. The Washington Post. Архів оригіналу за 12 липня 2018. Процитовано 27 лютого 2015.
3. 1 2 3  The Dress Is Blue And Black, Says The Girl Who Saw It in Person. BuzzFeed. 27 лютого 2015. Архів оригіналу за 30 травня 2018. Процитовано 27 лютого 2015.
4. 1 2  Optical illusion: Dress color debate goes global. BBC News. BBC. Архів оригіналу за 13 липня 2019. Процитовано 28 лютого 2015.
5. 1 2  The Science of Why No One Agrees on the Colour of This Dress. Wired. 27 лютого 2015. Архів оригіналу за 28 лютого 2015. Процитовано 27 лютого 2015.
6. 1 2 3  Sample, Ian (14 травня 2015). #TheDress: have researchers solved the mystery of its colour?. The Guardian. Архів оригіналу за 28 листопада 2016. Процитовано 13 грудня 2016.
7. 1 2  'The Dress' flying off racks following Internet sensation: 'We sold out in the first 30 minutes of our business day'. Daily News. New York. Архів оригіналу за 21 травня 2018. Процитовано 27 лютого 2015.
8. ↑  Benedictus, Leo (22 грудня 2015). #Thedress: 'It's been quite stressful having to deal with it ... we had a falling-out'. The Guardian. Архів оригіналу за 11 грудня 2019. Процитовано 11 грудня 2019.
9. 1 2 3 4 5 6 7 8 9  Warzel, Charlie (26 лютого 2016). 2/26: The Oral History. BuzzFeed. Архів оригіналу за 19 березня 2018. Процитовано 28 лютого 2016.
10. 1 2  #TheDress couple: 'we were completely left out from the story'. BBC News. 1 січня 2016. Архів оригіналу за 6 січня 2016. Процитовано 28 січня 2016.
11. ↑  Klassen, Anna (26 лютого 2015). What Colors Are This Dress? White & Gold or Black & Blue? The Internet Is Going Insane Trying To Find Out – PHOTO. Bustle. Архів оригіналу за 21 серпня 2017. Процитовано 27 лютого 2015.
12. ↑  Color Bind: This Dress is White and Gold, Right?. Boston Globe. Архів оригіналу за 5 березня 2016. Процитовано 27 лютого 2015.
13. ↑  The Official Live Blog: Is This Dress Blue and Black or White and Gold?. Slate. 27 лютого 2015. Архів оригіналу за 15 жовтня 2018. Процитовано 27 лютого 2015.
14. ↑  King, Kirsten (26 лютого 2015). This Dress Is Ruining People's Lives. BuzzFeed. Архів оригіналу за 30 травня 2018. Процитовано 1 березня 2015.
15. ↑  Why do we care about the colour of the dress?. The Guardian. 27 лютого 2015. Архів оригіналу за 21 серпня 2017. Процитовано 28 травня 2015.
16. ↑  Holderness, Cates (26 лютого 2015). What Colors Are This Dress?. BuzzFeed. Архів оригіналу за 23 квітня 2018. Процитовано 1 березня 2015.
17. ↑  What Colors Are This Dress? Kim Kardashian, Miley Cyrus, Justin Bieber and a Bajillion Other Celebs Weigh In. MTV News. Архів оригіналу за 1 квітня 2015. Процитовано 30 березня 2015. [Архівовано 1 квітня 2015 у Wayback Machine.]
18. ↑  #Dressgate: The white and gold dress making our mind work until it's black and blue. The Sydney Morning Herald. 27 лютого 2015. Архів оригіналу за 26 серпня 2017. Процитовано 27 лютого 2015.
19. ↑  Iyengar, Rishi. The Dress That Broke the Internet, and the Woman Who Started It All. Архів оригіналу за 16 жовтня 2017. Процитовано 27 лютого 2015.
20. ↑  Sanchez, Josh (26 лютого 2015). 'What color is this dress' confused celebrities, too. Fansided.com. Архів оригіналу за 27 лютого 2015. Процитовано 27 лютого 2015. [Архівовано 27 лютого 2015 у Wayback Machine.]
21. ↑  Mahler, Jonathan (27 лютого 2015). A White and Gold Dress Overloads the Internet. The New York Times. Архів оригіналу за 18 травня 2018. Процитовано 27 лютого 2015.
22. ↑  Iyengar, Rishi (26 лютого 2015). Taylor Swift Says The Dress is Black and Blue. Time. Архів оригіналу за 13 вересня 2017. Процитовано 1 березня 2015.
23. ↑  Why that dress looks white and gold: It's overexposed. Mashable. 27 лютого 2015. Архів оригіналу за 20 квітня 2018. Процитовано 27 лютого 2015.
24. ↑  Lace Detail Bodycon Dress. Архів оригіналу за 27 лютого 2015. Процитовано 27 лютого 2015.
25. ↑  The blue and black (or white and gold) dress: Actual color, brand, and price details revealed. The Independent. 27 лютого 2015. Архів оригіналу за 13 липня 2019. Процитовано 10 травня 2015.
26. ↑  'The Dress' returns in special edition gold and white version for Comic Relief charity auction. The Independent. 10 березня 2015. Архів оригіналу за 29 вересня 2017. Процитовано 10 березня 2015.
27. ↑  Jim Dalrymple II (27 лютого 2015). Politicians, Police, And Brands Have Weighed in On 'The Dress'. Buzzfeed.com. Архів оригіналу за 20 листопада 2017. Процитовано 6 березня 2015.
28. ↑  Forrester, Katy (28 лютого 2015). Watch Alex Jones rock #TheDress on The One Show as debate rumbles on over its colour. Daily Record. Архів оригіналу за 17 квітня 2021. Процитовано 25 серпня 2021.
29. ↑  Fischer, Ben (27 лютого 2015). The Dress phenomenon didn't happen by accident. It took big money. New York Business Journal. American City Business Journals. Архів оригіналу за 6 березня 2017. Процитовано 1 березня 2015.
30. ↑  Holderness, Cates (26 лютого 2015). What Colors Are This Dress?. BuzzFeed. Архів оригіналу за 23 квітня 2018. Процитовано 1 березня 2015.
31. ↑  Robbins, Mel (28 лютого 2015). Why blue/black/white/gold dress went viral. CNN. Архів оригіналу за 16 травня 2018. Процитовано 3 березня 2015.
32. ↑  Ellen DeGeneres Settles the Great Dress Debate Once and For All!. Entertainment Tonight. 3 березня 2015. Архів оригіналу за 30 березня 2016. Процитовано 20 березня 2016.
33. ↑  Holderness, Cates (26 лютого 2015). What Colors Are This Dress?. Buzzfeed. Архів оригіналу за 23 квітня 2018. Процитовано 1 березня 2015.
34. ↑  González Martín-Moro, J.; Prieto Garrido, F.; Gómez Sanz, F.; Fuentes Vega, I.; Castro Rebollo, M.; Moreno Martín, P. (April 2018). Which are the colours of the dress? Review of an atypical optic illusion. Archivos de la Sociedad Española de Oftalmología (English Edition). 93 (4): 186—192. doi:10.1016/j.oftale.2018.02.003.
35. ↑  Viewpoint: Blue and black or white and gold?. News.liv.ac.uk. Архів оригіналу за 2 березня 2015. Процитовано 27 лютого 2015.
36. ↑  Hurlbert, Anya; Aston, Stacey (2017). What #theDress reveals about the role of illumination priors in colour perception and colour constancy. Journal of Vision. 17 (7): 4. doi:10.1167/17.9.4. PMC 5812438. PMID 28793353. Архів оригіналу за 13 серпня 2020. Процитовано 25 серпня 2020.
37. ↑  Brainard, DH; Hulbert, A (2015). Colour Vision: Understanding #TheDress. Current Biology. 25 (13): R551—R554. Bibcode:2015CBio...25.R551B. doi:10.1016/j.cub.2015.05.020. PMID 26126278. Архів оригіналу за 4 грудня 2020. Процитовано 25 серпня 2020.
38. ↑  An experts lesson from the dress. Slate. 2 березня 2015. Архів оригіналу за 20 квітня 2018. Процитовано 6 березня 2015.
39. ↑  McRaney, David (24 червня 2022). How 'The Dress' Sparked a Neuroscience Breakthrough. Wired. Процитовано 24 червня 2022.
40. ↑  Why discussing the dress is not frivolous. pascallisch.net. 2 березня 2015. Архів оригіналу за 3 березня 2015. Процитовано 6 березня 2015.
41. ↑  Hardiman-McCartney, Daniel (2 березня 2015). #Thedress and your optometrist – the scientific voice of reason (англ.). College of Optometrists. Архів оригіналу за 7 березня 2017. Процитовано 6 березня 2017.
42. ↑  What would Wittgenstein say about that dress?. BBC. 27 лютого 2015. Архів оригіналу за 9 березня 2015. Процитовано 6 березня 2015.
43. ↑  Journal of Vision – Special Issue on The Dress. 12 березня 2015. Архів оригіналу за 9 травня 2015. Процитовано 10 травня 2015. [Архівовано 2015-05-09 у Wayback Machine.]
44. ↑  - JOV - ARVO Journals - JOV - ARVO Journals. jov.arvojournals.org. Архів оригіналу за 1 квітня 2018. Процитовано 1 квітня 2018.
45. 1 2  Lafer-Sousa, Rosa; Hermann, Katherine L.; Conway, Bevil R. (29 червня 2015). Striking individual differences in color perception uncovered by 'the dress' photograph. Current Biology. 25 (13): R545—R546. Bibcode:2015CBio...25.R545L. doi:10.1016/j.cub.2015.04.053. PMC 4921196. PMID 25981795.
46. ↑  Gegenfurtner, Karl R.; Bloj, Marina; Toscani, Matteo (29 червня 2015). The many colours of 'the dress'. Current Biology. 25 (13): R543—R544. Bibcode:2015CBio...25.R543G. doi:10.1016/j.cub.2015.04.043. PMID 25981790.
47. ↑  Winkler, Alissa D.; Spillmann, Lothar; Werner, John S.; Webster, Michael A. (29 червня 2015). Asymmetries in blue–yellow colour perception and in the colour of 'the dress'. Current Biology. 25 (13): R547—R548. Bibcode:2015CBio...25.R547W. doi:10.1016/j.cub.2015.05.004. PMC 4489998. PMID 25981792.
48. ↑  Knapton, Sarah (15 березня 2016). Dressgate: If you saw THAT dress as white your brain was working overtime. The Telegraph. Архів оригіналу за 2 квітня 2018. Процитовано 1 квітня 2018.
49. ↑  Schlaffke, Lara; Golisch, Anne; Haag, Lauren M.; Lenz, Melanie; Heba, Stefanie; Lissek, Silke; Schmidt-Wilcke, Tobias; Eysel, Ulf T.; Tegenthoff, Martin (December 2015). The brain's dress code: How The Dress allows to decode the neuronal pathway of an optical illusion. Cortex. Elsevier BV. 73: 271—275. doi:10.1016/j.cortex.2015.08.017. ISSN 0010-9452. PMID 26478963.
50. ↑  Wallisch, Pascal (7 квітня 2017). Illumination assumptions account for individual differences in the perceptual interpretation of a profoundly ambiguous stimulus in the color domain: 'The dress'. Journal of Vision. 17 (4): 5. doi:10.1167/17.4.5. PMID 28388701.
51. ↑  Wallisch, Pascal (12 квітня 2017). Two Years Later, We Finally Know Why People Saw 'The Dress' Differently. Slate. Архів оригіналу за 16 січня 2018. Процитовано 3 березня 2018.
52. ↑  The 15 Best Memes of 2015. Entertainment Weekly's EW.com. Архів оригіналу за 14 березня 2016. Процитовано 20 березня 2016.
53. ↑  24 Memes That Took The Internet By Storm in 2015. MTV News. Архів оригіналу за 2 квітня 2016. Процитовано 20 березня 2016. [Архівовано 2016-04-02 у Wayback Machine.]
54. ↑  Salvation Army uses The Dress in ad targeting violence against women. CBC News. 6 березня 2015. Архів оригіналу за 2 лютого 2018. Процитовано 25 березня 2015.